# Bibliotekoznawstwo
Bibliotekoznawstwo, nauka o bibliotekarstwie – dyscyplina zajmująca się teoretycznymi i praktycznymi problemami funkcjonowania bibliotek, m.in. problematyką katalogowania książek i czasopism, organizacji oraz zarządzania biblioteką w ujęciu historycznym i współczesnym. Bibliotekoznawstwo jest osobną dziedziną naukową w grupie nauk humanistycznych i wraz z bibliografią dało podstawy współczesnemu księgoznawstwu.

## Historia terminu i definicje
Termin pojawił się najwcześniej u Martina Schrettingera już w 1808 jako Bibliothekswissenschaft, lecz prawo obywatelstwa zdobył sobie w Niemczech dopiero od wystąpienia Karola Dziatzko, profesora pierwszej katedry bibliotekoznawstwa. Odtąd w literaturze niemieckiej zajmowano się precyzowaniem pojęcia i zakresu bibliotekoznawstwa oraz jego stosunkiem do bibliologii, nadając mu w zespole nauki o książce coraz bardziej pierwszoplanowe znaczenie.
Definicja anglosaska sprowadza pojęcie bibliotekoznawstwa (library science) do wiedzy teoretycznej i praktycznej w zakresie organizacji bibliotek i ich zbiorów.
Literatura radziecka, kładąc nacisk na wychowawczą rolę bibliotek, traktuje bibliotekoznawstwo (bibliotiekowiedienije) jako dziedzinę rozpatrującą zagadnienia organizacji i metod pracy bibliotek pod kątem potrzeb oświatowych, gospodarczych i politycznych kraju.
W Polsce terminu „bibliotekoznawstwo” użył po raz pierwszy Włodzimierz Górski w 1862 w pracy Krótki rys zasad bibliotekoznawstwa, określając bibliotekoznawstwo w sposób zbliżony do dzisiejszego pojęcia bibliotekarstwa.
W literaturze późniejszej pojęcia te długo jeszcze traktowano zamiennie, przy czym w nomenklaturze zawodowej ustalił się raczej termin „bibliotekarstwo”. Dopiero wielki rozwój bibliotek i ich znaczenia jako instytucji społecznych, zróżnicowanie funkcji różnych typów bibliotek oraz specjalizacja bibliotekarska z jednoczesnym tworzeniem wielkich kompleksów bibliotecznych, tzw. sieci — sprawiły, że bibliotekoznawstwo, zajmując się problemami polityki, organizacji i historii bibliotek, zajęło czołowe miejsce wśród dyscyplin bibliologicznych. Powstałe po drugiej wojnie światowej katedry uniwersyteckie w Warszawie i we Wrocławiu otrzymały nazwę Katedr Bibliotekoznawstwa, choć program ich jest znacznie szerszy i obejmuje również inne dyscypliny związane z badaniem książki. Eksponowanie bibliotekoznawstwa nastąpiło częściowo także dlatego, że posiada sprecyzowany zakres (historia i organizacja bibliotek), konkretną bazę doświadczalną i wypróbowane metody badawcze. Niemniej w zespole dyscyplin tworzących bibliologię bibliotekoznawstwo zajmuje określone miejsce, równoległe do historii książki, bibliografii i teorii czytelnictwa.

## Przedmiot badań bibliotekoznawczych
Głównym przedmiotem badań jest biblioteka, analizowana w aspekcie historycznym i współczesnym ze szczególnym uwzględnieniem funkcji społecznych bibliotek, jej roli w systemie edukacji, działalności naukowej i procesie obiegu informacji.
Bibliotekoznawstwo zajmuje się w szczególności metodami:
- pozyskiwania i gromadzenia zbiorów książek i czasopism
- bezpiecznego przechowywania zbiorów
- katalogowania zbiorów i ich organizowania
- udostępniania i dostarczania informacji o zbiorach
- rozpowszechniania czytelnictwa

## Bibliotekoznawstwo w systemie nauk
W przeciągu stu lat bibliotekoznawstwo uzyskało rangę przedmiotu nauczania występującego w szkolnictwie średnim i wyższym. Współczesne bibliotekoznawstwo traktuje bibliotekę jako centrum edukacji, informacji i kultury. Dlatego w ogólnym systemie nauk niektóre teorie naukowe traktują bibliotekoznawstwo jako jedną z nauk społecznych, inne jako jedną z nauk kompleksowych (interdyscyplinarnych). Bibliotekoznawstwo można uważać za jedną z nauk humanistycznych wchodzących w zakres szeroko pojętej kultury, jedną z nauk ogólnej teorii komunikacji społecznej, bądź bardziej szczegółowej bibliologii.
Bibliotekoznawstwo jest zatem dyscypliną naukową, zajmującą się badaniem bibliotek jako systemu komunikacji społecznej i ich roli w szeroko pojmowanej kulturze.